# Christian Frederik von Holstein (1758-1828)
 Der er flere personer med dette navn, se Christian Frederik von Holstein.
Christian Frederik (Friedrich) von Holstein (født 19. maj 1758 på Lystrup, død 18. januar 1828 på Jomfruens Egede) var en dansk stamhusbesidder.
Han var søn af Niels Rosenkrantz von Holstein og Anna Vilhelmine Beenfeldt og arvede Stamhuset Rathlousdal, Lystrup og Jomfruens Egede samt det Brunswarenske fideikommis. Han blev kammerherre, hofjægermester og var tiendekommissær i Tryggevælde Distrikt. Han blev 1817 gehejmekonferensråd.
I sit første ægteskab (18. oktober 1782 i København) var han gift med Christiane Catharine komtesse Wedell-Wedellsborg (født 11. juli 1757 i Hamborg, død 17. marts 1813 på Jomfruens Egede), datter af Christian Wedell og dennes tredje hustru Conradine Christine komtesse Danneskiold-Samsøe. Anden gang giftede han sig 19. maj 1814 med Christiane Elisabeth Fries (født 12. august 1779, død 5. februar 1846 på Frederiksberg).